# Colline fortifiée de Huttala
La colline fortifiée de Huttala (finnois : Huttalan linnavuori) est une colline fortifiée dans le quartier Piikkiö de Kaarina en Finlande,,,.

## Présentation

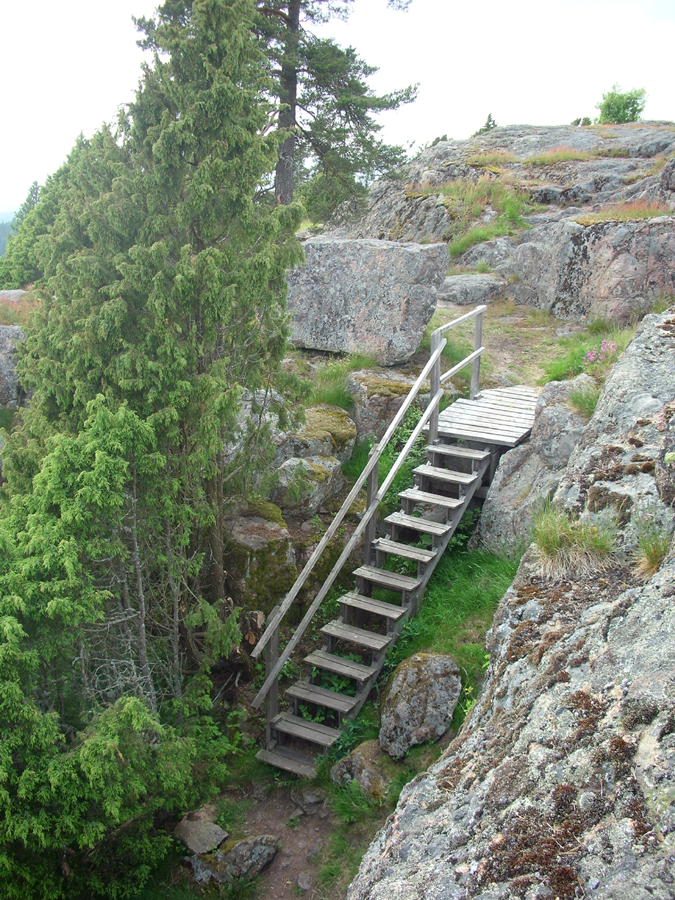
Escalier sur la colline.

La colline est située à environ 1,9 km au sud-est de l'église de Piikkiö. 
La colline s'élève à 50-60 mètres au-dessus du paysage  environnant et elle culmine à 74 mètres d'altitude.
Le château a été occupé à deux époques. 
Les premières traces de son utilisation remontent à la période pré-romaine, vers 500-10 avant notre ère et la seconde à la fin de l'âge du fer.
La zone est une réserve naturelle où l'on a planté entre autres spirée filipendule, artemisia campestris, millepertuis perforé, trèfle Pied-de-lièvre, origanum vulgare ou ail des jardins.